# K.K. Partizan 2017-2018
Questa pagina raccoglie le informazioni riguardanti il Košarkaški klub Partizan nelle competizioni ufficiali della stagione 2017-2018.

## Roster
| N° | Naz.                            | Ruolo | Sportivo              |  | Alt. |  |
| -- | ------------------------------- | ----- | --------------------- |  | ---- |  |
| 2  | Stati Uniti (bandiera)          | P     | Patrick Miller        |  | 185  |  |
| 3  | Stati Uniti (bandiera)          | P     | Nigel Williams-Goss   |  | 190  |  |
| 4  | Stati Uniti (bandiera)          | P     | Kwame Vaughn          |  | 190  |  |
| 5  | Francia (bandiera)              | AP    | Bandja Sy             |  | 202  |  |
| 6  | Serbia (bandiera)               | P     | Tadija Tadić          |  | 194  |  |
| 7  | Serbia (bandiera)               | G     | Aleksandar Aranitović |  | 195  |  |
| 9  | Serbia (bandiera)               | G     | Vanja Marinković      |  | 195  |  |
| 11 | Australia (bandiera)            | P     | Tom Wilson            |  | 194  |  |
| 12 | Serbia (bandiera)               | AG    | Novica Veličković     |  | 205  |  |
| 14 | Bosnia ed Erzegovina (bandiera) | C     | Obrad Tomić           |  | 208  |  |
| 15 | Serbia (bandiera)               | C     | Marko Pecarski        |  | 208  |  |
| 17 | Serbia (bandiera)               | AG    | Strahinja Gavrilović  |  | 206  |  |
| 21 | Serbia (bandiera)               | AP    | Mihajlo Andrić        |  | 201  |  |
| 23 | Giamaica (bandiera)             | C     | Samardo Samuels       |  | 206  |  |
| 24 | Serbia (bandiera)               | A     | Marko Čakarević       |  | 202  |  |
| 28 | Serbia (bandiera)               | G     | Andreja Stevanović    |  | 189  |  |
| 37 | Ghana (bandiera)                | C     | Amida Brimah          |  | 208  |  |
| 41 | Serbia (bandiera)               | C     | Đorđe Gagić           |  | 210  |  |
| 95 | Serbia (bandiera)               | C     | Đoko Šalić            |  | 210  |  |
|    | Serbia (bandiera)               | All.  | Nenad Čanak           |  |      |  |